# Mao Giới
Mao Giới (chữ Hán: 毛玠; ?-216) là quan nhà Đông Hán và công thần khai quốc nhà Tào Ngụy thời Tam Quốc trong lịch sử Trung Quốc.

## Sự nghiệp
Mao Giới có tên tự là Hiếu Tiên, người huyện Bình Khâu, quận Trần Lưu (thuộc Duyện châu). Thời trẻ Mao Giới làm huyện lại, vì thanh liêm công chính nên ông được ngợi khen.
Khi đó Trung Nguyên đại loạn, Mao Giới định đi tránh loạn ở Kinh Châu. Nhưng khi chưa đến nơi, ông nghe nói Châu mục Kinh châu là Lưu Biểu chính lệnh không nghiêm, bèn đi đến huyện Lỗ Dương.
Cùng lúc đó, Tào Tháo đến Duyện châu, cho mời Mao Giới đến làm Trị trung tòng sự.
Mao Giới bàn với Tào Tháo rằng:
"Nay thiên hạ tan lở chia lìa, quốc chủ bị di dời, sinh dân bỏ nghiệp, mất mùa đói kém lưu vong, kho của ngài không năm nào có của tích trữ, trăm họ không có chí an cư, khó mà giữ được lâu. Nay Viên Thiệu, Lưu Biểu, tuy sĩ dân đông đảo cường thịnh, đều không lo tính đường xa, chưa gây dựng được cái gốc rễ nền móng vậy. Kẻ dấy binh có chính nghĩa thì thắng, giữ được địa vị bởi có tài lực, nên phụng mệnh thiên tử để ra lệnh cho kẻ không làm thần tử, chấn chỉnh việc canh tác lương thực, tích trữ quân nhu của cải, như thế thì cái nghiệp bá vương có thể thành vậy."
Đương thời các mưu sĩ của Viên Thiệu cũng bàn về mưu tính thiên hạ. Có ý kiến cho rằng lời bàn của Mao Giới hay hơn mưu sĩ Thư Thụ bên Viên Thiệu. Thư Thụ đề nghị "lợi dụng thiên tử để sai khiến chư hầu" (hiệp thiên tử nhi lệnh chư hầu), còn Mao Giới đề nghị "bảo vệ thiên tử, trừng phạt kẻ không phục tùng chính quyền trung ương" (phụng thiên tử dĩ lệnh bất thần). Về đạo lý, phụng là "bảo vệ","duy trì"; hiệp là "ép", "lợi dụng". Phụng thiên tử dĩ lệnh bất thần là muốn đất nước thống nhất; hiệp thiên tử nhi lệnh chư hầu là mưu đồ lợi lộc cho bản thân. Một đằng quang minh chính đại; một đằng quanh co lắt léo. Hai chủ trương khác nhau rất nhiều. Các sử gia kết luận rằng Mao Giới nói đúng: binh nghĩa giả thắng (dấy binh vì nghĩa thì thắng).
Tào Tháo thu nhận lời ấy, chuyển ông làm Mạc phủ Công tào.
Năm 196, Tào Tháo đưa vua Hán Hiến Đế về Hứa Xương, làm Tư không rồi Thừa tướng. Mao Giới làm Đông tào duyện, cùng với Thôi Diễm đều chủ trì việc tuyển cử. Cả Mao Giới và Thôi Diễm đều trọng đạo đức. Những người được họ tuyển cử, đều là kẻ sĩ trong sạch chính trực, còn dù là kẻ có danh lớn mà phẩm hạnh không đoan chính giữ bổn phận, nhất định không được tiến cử.
Tào Tháo nghe nói rất thán phục rằng mình không bằng được.
Con Tào Tháo là Tào Phi làm Ngũ quan tướng, đích thân đến chỗ Mao Giới, phó thác thân quyến của mình nhờ ông giúp, có ý lập phe cánh riêng. Mao Giới đáp rằng: 
"Lão thần nhờ năng lực giữ chức phận, may mắn được miễn trách tội, nay lại nói giúp để thăng quan cho người ta là có lỗi, thế nên thần chẳng dám vâng mệnh."
Tào Tháo đi chinh chiến đánh anh em họ Viên trở về huyện Nghiệp, có người bàn luận muốn hợp nhất cơ cấu hành chính. Mao Giới xin yết kiến nói không nên thi hành. Mọi người bấy giờ đều nể sợ ông, muốn giảm bớt chức Đông tào. Nhưng Tào Tháo không đồng tình, hạ lệnh giảm chức Tây tào.
Tào Tháo chiếm được Liễu Thành, ban phát các đồ vật lấy được ở đó, đặc biệt đem tấm bình phong sắc trắng không thuê thùa và ghế tựa bằng gỗ mộc không chạm khắc ban cho ông, vì ông có phong độ của cổ nhân. Mao Giới tuy có chức vụ cao nhưng sống đạm bạc, vỗ về nuôi nấng con côi của anh ông rất hậu, những đồ được ban thưởng đem phát chẩn giúp đỡ người nghèo khó trong họ tộc, trong nhà không có đồ đạc của cải dư thừa.
Sau đó Mao Giới được thăng làm Quân sư. Năm 213, Tào Tháo thành lập nước Nguỵ, Mao Giới làm Thượng thư bộc xạ, lại chủ trì việc tuyển cử, rất được khen ngợi.
Bấy giờ ngôi Thái tử nước Ngụy chưa định, nhưng Lâm Tri hầu Tào Thực được sủng ái. Mao Giới ngầm can Tào Tháo rằng: 
"Gần đây Viên Thiệu vì đích thứ bất phân, dòng tộc bị chết nước bị diệt. Phế lập là việc lớn, đó chẳng phải là việc làm thích hợp."
Lúc quần thần hội họp, Mao Giới đứng lên thay áo, Tào Tháo ngạc nhiên trố mắt nhìn rồi hiểu ý ông và khen ông là người ngay thẳng như Chu Xương nhà Hán.
Năm 216, đồng liêu Thôi Diễm chết oan vì làm mếch lòng Tào Tháo trong việc lấn ngôi nhà Hán, Mao Giới trong bụng không hài lòng. Sau có kẻ đi gièm pha ông với Tào Tháo khiến Tào Tháo nổi giận, bắt Mao Giới giao cho nhà ngục.
Quan Đại lý là Chung Do cật vấn Mao Giới, dẫn nhiều điển tích đời trước hỏi tội ông. Ông cũng dẫn chuyện đời trước để biện bạch. Hoàn Giai, Hoà Hiệp nói giúp để cứu ông. Cuối cùng Tào Tháo cách chức ông. Mao Giới lui về và không lâu sau qua đời ở nhà.
Tào Tháo ban cho ông áo quan, tiền, lụa, phong cho con ông là Mao Cơ làm Lang trung.
Sử gia Tôn Thịnh vì việc này chê trách Tào Tháo là “vì dùng hình mà mất chính”.